# Tân Linh
Tân Linh là một xã thuộc huyện Đại Từ, tỉnh Thái Nguyên, Việt Nam.

## Địa lý
Xã Tân Linh nằm ở phía đông huyện Đại Từ, cách thị trấn Hùng Sơn khoảng 7 km, có vị trí địa lý:
- Phía đông giáp huyện Phú Lương và xã Phục Linh
- Phía tây giáp xã Bản Ngoại và xã Phú Lạc
- Phía nam giáp thị trấn Hùng Sơn và xã Hà Thượng
- Phía bắc giáp huyện Phú Lương.

Xã Tân Linh có diện tích 23,44 km², dân số năm 1999 là 3.270 người, mật độ dân số đạt 140 người/km².
Diện tích của xã chủ yếu là đồi nên người dân trong xã chủ yếu trồng chè, diện tích trồng lúa thì rất ít.

## Lịch sử
Xã Tân Linh được thành lập vào ngày 10 tháng 4 năm 1999 trên cơ sở một phần diện tích và dân số của xã Phục Linh.

## Hành chính
Xã Tân Linh được chia thành 14 xóm: 1, 2, 3, 4, 5, 6, 7, 8, 9, 10, 11, 12, 13, 14.